# Liga Sindical Laboral de Japón
La Liga Sindical Laboral de Japón (日本労働組合同盟, Nihon rōdō kumiai dōmei; abreviado "Nichiro") era un sindicato en Japón. Fue fundada en diciembre de 1926, luego de la división en el Partido Socialdemócrata cuando los líderes del disidente Partido Laborista-Agrario de Japón fueron expulsados del sindicato socialdemócrata de la Federación Japonesa del Trabajo (Sodomei). La Liga Sindical Laboral de Japón funcionó como el ala sindical del Partido Laborista-Agrario de Japón, y tenía alrededor de 5.000-6.000 miembros.